# レベル1だけどユニークスキルで最強です
『レベル1だけどユニークスキルで最強です』（レベルいちだけどユニークスキルでさいきょうです）は、三木なずなによる日本のライトノベル作品。「小説家になろう」にて2017年2月24日から2020年4月19日まで連載。同サイトにて日間、週間、月間、四半期の1位を獲得し、同年8月31日からはKラノベブックス（講談社）より書籍が刊行されている。イラストはすばち。2025年5月時点で電子版を含めたシリーズ累計部数は186万部を突破している。
メディアミックスとして、真綿によるコミカライズが『水曜日のシリウス』（同社）にて2018年5月30日より連載中。2023年7月から9月までMAHO FILMによるテレビアニメが放送された。

## あらすじ
会社で残業づくめの社畜生活を送っている主人公の佐藤 亮太は、ある時会社で仮眠を取ろうとすると、いきなり地下道のような場所で少女に起こされる。その少女、エミリー・ブラウンが言うには、ここはダンジョンであり、自分は「スライムからドロップした」らしい。
野菜や肉、果ては空気や水までも全てがダンジョンのモンスターからしかドロップされない不思議な異世界で、亮太はエミリーと共に冒険者としてダンジョンに挑み生計を立てていくこととなった。

## 登場人物
佐藤 亮太（さとう りょうた）
声 - 石川界人
ブラック企業に勤務している主人公。ある時残業で終電を逃し、仮眠のため机に突っ伏していたところ、過労死し異世界へと転生する。異世界では「サトウ」または「リョータ」と呼ばれる。名前の「リョータ」は異世界の人間にとっては聞き慣れないため、「ヨーダ」などに言い間違われることもしばしばある。
異世界ではレベルが1から上がらずステータスも全てFという最低値だが、ドロップステータスは全てSランクであり、「ドロップアイテムを持たないモンスターを倒すと、その世界に存在しないはずのアイテムがドロップする」というスキルの持ち主。
異世界に転移した直後に出会ったエミリーに世話を焼かれたうえ社畜生活を思い出して泣いた際に慰められたことに恩義を感じ、三日間の徹夜で2万ピロを稼ぎ、家賃月2万のボロアパートを借りてエミリーに譲る。自分はそのまま去ろうとしたが、エミリーの願いで同居することとなった。
ニホニウムというダンジョンに現れる、本来ドロップアイテムを持たないモンスターを倒してドロップする種を入手することでステータスが上がっていき、次第にSだらけの規格外なステータスを手に入れる。
エルザのアプローチに全く気付かなかったり、エミリーにプレゼントをする際誤解を与える発言をしたうえになぜ怒られたのか分かっていなかったりと、かなりの鈍感。
武器は当初エミリーから借りた竹槍を使っていたが、ニホニウム2階でゾンビに壊されて使用不可となる。その後ハグレモノであるゴリラのモンスターから6連装の回転式拳銃と弾丸を手に入れる。その後もハグレモノのモンスターからもう一つの拳銃や特殊な能力を持つ銃弾を手に入れ、モンスターとの戦闘に有効活用していく。
当初はエミリーと二人一組で行動していたが、セレストが仲間になったことをきっかけに「ネプチューンファミリー」に倣って「リョータファミリー」を名乗りはじめ、次第にファミリーの人数が増えていっている。
少年 / 男の子
声 - 富岡美沙子
昔のイヴがモンスターを倒した際にドロップされた少年。外見は亮太に酷似している。先ほどまで屋内にいたのか、スリッパをはいている。
モンスターと戦うイヴに対し、自分もやりたいと協力を頼みこむ。その後、イヴの攻撃の後爆弾を投げてモンスターにトドメを刺し、ドロップしたニンジンをイヴに上げた。当時のイヴは野菜嫌いだったため無理矢理食べさせ、ニンジン好きにさせるきっかけを作った。その直後に少年はどこかに消えてしまった。
アニメでは特に言及はなくクレジットも「男の子」と名前が一切判明していないが、小説版では幼い頃の亮太であることが示唆されている。
エミリー・ブラウン
声 - 久住琳
冒険者の女の子。「～するです」「～なのです」など、一部を除いて「～です」と語尾に付ける口癖がある。生計を立てる為スライムを倒していたところ、ドロップによって異世界に転移した亮太と出会った。ステータスは力とHPが高いがそれ以外は低いパワータイプで、小柄ながら、自分よりも巨大なハンマーを振るって戦う。
ドロップステータスが低いせいで稼ぎが少ないため、家を持たずダンジョン内で寝泊まりしており、「いつかアパートを借りるのが夢」と語る。後に亮太がエミリーに住まわせるために自分の稼ぎでアパートを借り、エミリーの願いで亮太とアパートに同居することとなる。
献身的な程優しい性格で、出会ったばかりの亮太に対して懇切丁寧に異世界の常識を教えたり、自分の武器を貸したり、亮太がお腹を空かせたら料理を作ったりしており、亮太が現実世界での社畜生活を思い出して泣いた際は「人の頑張りは必ず報われる」という話を語り慰めた。ただし、コクロスライムというゴキブリに似たモンスターを目にすると暴走し、普段からは考えられない程凶暴になる。
初対面時はレベルが3、ステータスもFが多かったが、亮太と過ごすうちにレベルが上がっていき、ステータスも上昇していく。また、亮太が手に入れる特殊なドロップアイテムによって一時的にドロップステータスを高くする事ができるようになり、また低い状態でも場合によっては有効活用される。最終的にレベル40で上限となり、HP・力・体力がA、運がB、そのほかはFとEとなった。
家事が非常に得意であり、掃除をするとどんなに汚い部屋でも新築同然のように綺麗になり、料理をするとどんなに奇妙な料理でも美味しくなる。屋外でのテントなど材料や道具が揃いそうにない環境でもケーキやアイスを作る事が出来るが、どうやって作っているのかは本人にしか分からない。
常に背負っているリュックには明らかにリュックの大きさを超えるテントや家具などが入っている。エミリー自身は「頑張って詰めた」としか説明しておらず、どうやって入っているのかは不明。
ちなみに亮太の名前が呼びづらいのか、いつも「ヨーダ」と呼び間違えており、最後まで修正されることは無かった。
セレンから帰還後ハグレモノとの戦闘中に愛用のハンマーが破損、話を聞いたスミスによって新調された。
テレビアニメ版では母親の事が語られた。母親も冒険者で、剣と蹴りを駆使して戦っていた。ある時冒険者たちを逃がすためハグレモノのドラゴンに立ち向かい、相打ちとなって死亡。
イヴ・カルスリーダー
声 - 高野麻里佳
自前のウサ耳とバニーガール姿が特徴の冒険者。実力は優秀であり、「キリング・ラビット」の異名を持つ。かなりマイペースな性格。
ウサギの見た目通りニンジンが好物。マズイニンジンを食べさせて怒らせ、犠牲になった人物もおり、「キャロットジャンキー」とも呼ばれる。
武器は持たず素手で戦っており、「エクスカリバー」という名のチョップ攻撃が必殺技。一見可愛らしく、強そうに見えないが、実は超高速で数十回もの手刀を当てる、という攻撃であり、モンスターを一撃で倒し、岩を両断するなどかなりの高威力。
亮太とはダンジョン攻略中に出会う。初対面時レベル1かつ最低のステータスだったため「低レベル」と呼んで毛嫌いしていたが、ランクSの植物ドロップによって生産されたニンジンを気に入り、亮太に関わるようになる（ただし相変わらず「低レベル」と呼び続け、事あるごとに亮太にチョップ攻撃をしかけている）。
実は植物のドロップステータスがDであり、自力でニンジンをドロップしても質の悪いものしか取れないため、亮太のドロップしたニンジンが目当てで関わっている。逆に動物のドロップステータスは高く、肉をよくドロップするため、一時「肉食ウサギ」と呼ばれていた。
後に亮太が金を変化させたハグレモノからドロップした、ドロップステータスを一時的に上げるポーションで、自分で質の良いニンジンをドロップできるようになり、ポーションが亮太だけ手に入れられると教えられると、土下座で頼み込んでリョータファミリーの一員となった。
元々野菜嫌いで肉ばかり食べていたが、かつてモンスターを倒した際亮太と同じようにドロップされた少年と出会い、少年のトドメで倒してドロップしたニンジンを少年に半ば無理矢理食べさせられてその味に感動し、今までとは逆にニンジンが好きになった。
セレスト
声 - 大西沙織
レベル3の火炎魔法「インフェルノ」の使い手で、ダンジョン「セレン」でゴミを燃やす仕事をしている。知性と精神はAだが、それ以外のステータスは低い魔法使いタイプ
「インフェルノ」以外の魔法を覚えていないため燃え切らなかった少量のゴミでも「インフェルノ」を使わざるを得ず、無駄にMPを消耗してしまうほか、大量に送られてくるゴミの量に対応が追い付いていない。またドロップステータスが全てのカテゴリでFのFファイナルであるため、冒険者になることもできずゴミ掃除しかできることが無かった。
魔力枯渇で倒れても休まず業務をこなそうとする姿に、かつての自分を重ねた亮太に助けられる。
ダンジョンマスターが出現し、ハーバードの妨害工作によりセレンへの入場を制限された際は、入場条件であるAランクのステータス持ちという条件を満たしていたため亮太に協力してダンジョンマスターのバイコーン討伐を援護。それ以降はリョータファミリーの一員となり、亮太と共に行動する。この時手に入れたドロップアイテムの力で、威力の低いレベル1の魔法を扱えるようになった。
最終的にレベル54で上限となり、MP、器用がA、運がC、その他はDとEになった。また、魔法のドロップステータスがEとなり、Fファイナルから脱却した。
知性がAであるため魔力嵐の影響が特に強く、魔力嵐襲来中は頭痛に襲われまともに動けなくなる。
可愛いものが好きで、アリスが連れているミニサイズの仲間モンスターを可愛がろうとするが、怖がられて避けられてしまっている。
リョータファミリーでは後衛の担当である他、情報収集を頻繁に行っており知恵袋となっている。
アリス・ワンダーランド
声 - 高尾奏音
妊娠していた母親がダンジョン攻略中に陣痛が始まり、そのままダンジョン内で出産した「ダンジョン生まれ」の少女。
自分を仲間にしてほしいと冒険者パーティーに頼んで回っている。その過程でブラックパーティの隊長に話しかけ、言葉巧みに搾取されかけたところを割り込んできた亮太に助けられ、そのままリョータファミリーの一員となる。
レベルの上限が2である上にステータスはFとEばかり、ドロップステータスも特質がE、それ以外がFと冒険者としては役に立てないステータスだが、「ダンジョン生まれ」の特性としてダンジョン内のモンスターの位置を把握し、モンスターの出現を予知する能力を持っており、避けるように動けばモンスターに一切遭遇することなくダンジョン内を移動する事が出来る。また、モンスターと会話ができるらしい。
後に特定の倒したモンスターがミニサイズの状態で仲間になる、テイマーのような能力が発覚した。仲間モンスターは戦闘時に巨大化するが、通常のモンスターとは異なり巨大化してもデフォルメされた姿のままである。
「ダンジョン生まれ」であるためか、普通の家屋よりもダンジョンの中にいた方が落ち着くらしい。
ホネホネ
スケルトンの仲間モンスター。
性別は女性らしく、普段は一切着衣しない白骨体の姿だが、リョータファミリーによって可愛らしいコスプレをさせられる事がある。
プルプル
スライムの仲間モンスター。性別は男性らしい。
メラメラ
フォスフォラスの仲間モンスター。
人魂のような見た目をしている。
ボンボン
小悪魔の仲間モンスター。
オリジナル同様自爆を主な攻撃手段とする。自爆した後はミニサイズの状態に戻る、クールダウンが存在し自爆後はしばらく戦闘状態になれない、近くに仲間モンスターがいると問答無用で一緒に自爆してしまうというデメリットがあるが、巻きこんだ仲間モンスターの数だけ威力が上昇する。
トゲトゲ
ニードルリザードの仲間モンスター。
ガウガウ
マスタードラゴンの仲間モンスター。
りょーちん
アリスが習得した魔法「オールマイト」によって召喚された存在。
魔法を唱えると次元の裂け目から出現し、「術者が知っている最も強い存在」をコピーして召喚する。強さおよび戦闘スタイルはオリジナルそのままだが、見た目はゆるキャラの着ぐるみのようになっている。
アリスが使うと亮太の強さを持ったコピーを召喚するため非常に強力だが、一日に一回、60秒間だけと大きな制限があるため、ここぞという場面の切り札として使われた。
エルザ・モンスーン
声 - 渕上舞
買取屋「燕の恩返し」の受付スタッフ。
異世界の常識が無い亮太に、常識などを丁寧に説明している。
常に上質なドロップアイテムを納める亮太に対し、食事に誘うなどアプローチをかけてはいるが、当の亮太には全く気付かれていない。
後にドロップアイテムが増えすぎて買取屋との往復が増えたリョータファミリーの専属となった。
イーナ・ミストラル
声 - 東城日沙子
買取屋「燕の恩返し」の受付スタッフ。亮太に夢中なエルザをからかって遊んでいる。
エリック・メイシ―
声 - 緒方恵美
様々な食文化に精通し、どんな食品も目利きできる美食家。
自称「ただのグルメ」とのことだが、亮太は育ちの良さを見抜いており、身分の高さが窺える。
亮太のニンジンを食べてドロップステータスの高さを推察し、亮太にテルルの4階にてタケノコのドロップを依頼。亮太が持ってきたタケノコを食べて満足し、20000ピロを報酬として支払った。またエリックにタケノコを気に入られたことで、タケノコを「リョータタケノコ」とブランド化する動きが起こり、亮太に更なる収入源をもたらした。
小説版では穏やかな性格で恰幅のいい紳士だったが、コミカライズ版およびアニメ版ではエキセントリックな性格の女性に変更されている。
テレビアニメ版では順番が変化し、亮太が自発的にテルルの4階へ挑み、タケノコを持ち込んだところ査定が難しいと言われ困っていたところに現れ、タケノコを買い取ると言い出す。その後タケノコを食べて満足し、20000ピロで買い取った。その後テルル5階で回収したスイカに対しても同様に現れ、エルザの代わりに食べて査定を行った。
マーガレット
声 - 桑原由気
配下と共に空気を販売している、正体不明の姫。
レベルが高いにも関わらずステータスやドロップステータスが全てFで、ドロップアイテムを売買する通常の冒険者としては活躍できないため、現場監督や執事を始めとした配下達に手伝ってもらい瀕死のモンスターを倒し、ドロップした空気を販売するという手段を行っている。
ある時多数のモンスターを部下がさばききれず襲われかけた時に亮太に助けられ、好意を抱くようになる。最終的に自分のファミリーを丸ごとリョータファミリ―の一員にした。
レベル94までドロップステータスがFだったが、レベル95からドロップステータスが全て一つずつ上がるようになり、レベル99でカンストするとドロップステータスが全てAとなった。
マーガレット姫の執事(声 - 青木強)、ラト(声 - 木暮晃石)、ソシャ(声 - 吾妻奎太)、プレイ(声 - 斉藤隼一)
マーガレット一行。マーガレット姫に心酔する部下たち。
オルトン
声 - 中村浩太郎
魔法カートショップ店主。外見は小柄な髭面のおっさんであり、一般的なドワーフそのもの。魔法カートの改造に命を賭けており、時折ダンジョンに籠りきって家に帰らず、身内を困らせることがある。
亮太が出会った当初は魔法カートに入れたものの値段を調べられる新機能を追加する改造中だった。
改造の材料であるヘビーロックとライトロックを回収するためアルセニックに行ったところ、ライトロックの回収に手間取り、休憩のつもりで寝ていたところを探しに来た亮太とエミリーに叩き起こされる。テレビアニメ版ではダンテロックの大群に道を塞がれて帰れなくなり、諦めて寝ていた。
亮太の手助けでライトロックを回収して帰宅すると、魔法カートの改造を完成させ、亮太に今回と巨大ゴリラから町を救った礼として、完成したばかりの改造魔法カートをタダで提供した。
その後も同じことを繰り返し、亮太達が迎えに行っていては改造を手伝わせ、完成したカートを亮太に提供している。
チャック
オルトンの息子。オルトン不在時に店番をしている。
コミカライズ版、テレビアニメ版では登場せず、出番はオルガに差し替えられている。
オルガ
声 - 福緒唯
オルトンの娘。まだ幼いが店番をしている。コミカライズ版、テレビアニメ版にてチャックの代わりに登場。
コミカライズ版ではオルトンがダンジョンから帰ってこなくなった際、亮太達に同行しオルトンを探しに行った。テレビアニメ版では同行せず店で亮太達とオルトンの帰りを待っていた。
チンピラ
声 - 荒井勇樹
買取屋にネギを持ってきた男。短気なうえに分からず屋。
エルザが提示した9000前後という値段に対し「10000を超えるように持ってきた」と言って聞かず、トラブルを起こしていた。しかし偶然居合わせた亮太の魔法カートで計算したところ、エルザの提示の方が正しいことが判明。すると「グルでイカサマをしているのか？」といちゃもんをつけ、一方的に殴りつけてくる。しかし既に力のステータスがSになっていた亮太に簡単に止められた上、返り討ちにされて気絶。アニメではそこまでしか描かれていないが、原作ではその後逮捕される。結局、エルザにも亮太にも最後まで謝罪することはなかった。
ネプチューン
声 - 下野紘
シクロで一番力があると言われている組織「ネプチューンファミリー」のリーダー。
チンピラとの騒動を聞いて亮太のパワーに目をつけ、腕相撲を仕掛ける。ネプチューンも力がAであるため勝負は拮抗し、最終的に亮太が勝利。
その直後突然亮太に殴りかかり、反撃で吹き飛ばされる。その後亮太にパーティに入る様勧誘するが、断られる。
原作ではパーティに勧誘する際「僕のものにならない？」と言うなどして亮太にゲイと勘違いされていたが、テレビアニメ版ではそのような描写は一切なく、美女2人を連れたイケメンとして嫉妬されている。
戦闘時はリルとランのサポートをうけて黒と白の翼を生やし、空中を飛んで戦う。
リル(声 - 赤崎千夏)、ラン(声 - 内田真礼)
ネプチューン一家の一員である女性二人。
自分では直接戦わず、ネプチューンを魔法で強化してサポートを行う。
クリント
声 - 塩屋翼
シクロのダンジョン長。スキンヘッドに髭面の男性。角砂糖を多数一気に丸呑みするほど甘いものが好き。コーヒーにも溶けきらない程大量に入れている。
隣町のヘテロと、新しく現れたダンジョンであるセレンの所有権を争うこととなったため、亮太にセレンの調査依頼をする。
亮太のことはシクロに多大な利益をもたらしてくれるため、何かある度に大量の角砂糖を渡そうとしたり、亮太の家を町で買い取り家賃を肩代わりするなど、（本人なりに）かなり融通している。
アダルバード
声 - 赤羽根健治
ストライキを起こしたアダルバード一味のリーダー。
ドロップアイテムの米の値段を吊り上げ、利益をより多く得る為ストライキを起こしたが、亮太が撃った睡眠弾により全員眠らされ捕縛される。
なお亮太がやらなかった場合、ネプチューンに「殲滅」されるところだった。
デューク
声 - 川田紳司
シクロダンジョン協会の担当者。セレンをシクロ側の所有物にするため派遣された。
シクロに協力する亮太に報酬の金一封として10万ピロを渡し、実績があるとはいえドロップステータス目当てのみでセレンに派遣された亮太の、4000万ピロもの予算を使うやや無茶な提案を承諾する等、現場監督としては有能。
ハーバード
声 - 緒方賢一
ヘテロダンジョン協会の担当者。セレンをヘテロ側の所有物にするため派遣され、デューク達シクロ側に対して様々な妨害工作を行っている。
最終的にダンジョンマスターをも利用した妨害工作を仕掛け、更に亮太対策に「ステータスAの冒険者3人以上」という制限をかけたが、セレストを仲間に入れて制限をクリアした亮太達にダンジョンマスターを倒されたことで失敗。
テレビアニメ版では制限は亮太対策というわけではなく、あくまでもダンジョンマスターの危険性の為となった。またセレンの争奪戦終了後、ネプチューンに「亮太と戦う機会を潰された」として恨みを買い、人知れずボコボコにされた。
ユージン
声 - 幸村恵理
実力があるが、植物のドロップがFの冒険者。ヘテロ側に雇われ、野菜のレアドロップ回収を妨害する役目を負っていた。
しかし亮太にレアモンスターを倒されたことで失敗。その後ハーバードの指示で亮太に襲撃を仕掛けるも、またもや失敗する。
テレビアニメ版ではセレストがダンジョンマスターに挑む際、ゴミ掃除の代役を務めた。襲撃を仕掛けたことに罪悪感を持っているようだが、本人には素直になれず「セレストが金をくれるから」と誤魔化した。
アントニオ
声 - 朝田陽貴
不動産屋の従業員。セレストの魔力嵐による頭痛解消のため引っ越しを考えていた亮太に、魔力嵐遮断能力を持つ家を紹介する。
ブラックパーティー
隊長( 声 - 立木文彦) 、男性( 声 - 平井貴大)、女性( 声 - 細川美菜子)
ブラックパーティーの隊長と隊員。
隊長は鎧を着た年のいった白髪の男性で、ブラック企業の上司さながらに言葉巧みに洗脳を行い、男女一組の隊員たちに疲労を無視した無茶なダンジョン攻略を行わせる。
隊員二人は隊長の話術に騙されており、疑うことなく無茶なダンジョン攻略に従事している。

## ダンジョン
作中のダンジョン名は元素記号に由来しており、コミカライズ版では元素記号がダンジョン名と併記される事がよくある。
また原作小説では各ダンジョンに同名の精霊が存在し、精霊の性格がそのままダンジョンの特性に反映されている。また、精霊の力によってダンジョンの要素（出現するモンスター、ドロップアイテムなど）を意図的に作り替える事が出来る。
テルル
原子番号52番、元素記号はTe。
亮太がドロップされ、エミリーと出会った場所。
モンスターはスライム系で統一され、様々な野菜がドロップする。
ニホニウム
原子番号113番、元素記号はNh。
比較的新しく生まれたダンジョンで、ネプチューン一家の調査では何もドロップしない「ダメなダンジョン」とされていた。
モンスターはアンデッド系で統一され、亮太のみ様々なステータスアップアイテムがドロップする。
何もドロップしない（空気をドロップする）ことを逆手にとって、マーガレット一行が「空気箱」の製作に活用している。
ダンジョンマスターは全裸の女性を思わせる外見の死霊系モンスター（名称不明）。通常時は攻撃はすり抜けて当たらず、攻撃時に自分の体を実体化させて物理攻撃を行う。
ニホニウムのダンジョンマスターのみ、出現中はニホニウムどころか世界中のダンジョンでドロップアイテムが出てこなくなる、という独自の特性を持っている。
テレビアニメ版では、ダンジョンマスターは黒い和服を着たロングヘアの女性の姿で登場。特性や攻撃方法は同じ。
アルセニック
原子番号33番、元素記号はAs。
モンスターは岩系で統一され、たんぽぽやバラなどの花がドロップされる。
このダンジョンに登場するモンスターは攻撃も移動も一切行わず睨みつけてくるだけなので殆ど危険な要素が無いが、防御力が非常に高く、一体倒すだけでも苦労する。
ハグレモノになっても人を襲うことが無く安全なため、有効活用されることがある。
シリコン
元素番号14番、元素記号はSi。
物理攻撃が無効化されるダンジョンで、普段は魔法使いによる攻略が一般的。
魔法が使えない「魔力嵐」の日は危険度が急増する。
モンスターは虫系で統一され、白菜やキャベツなどの葉物野菜をドロップする。
ヘリウム
原子番号2番、元素記号はHe。
エミリーの幼き日の回想に登場したダンジョン。アニメではダンジョン名の表記は無し。
モンスターはゴーレム系で統一され、ドロップアイテムはワイン。
セレン
原子番号34番、元素記号はSe。
ニホニウムの後に生まれたダンジョン。シクロとヘテロの街の中間地点に生まれ、ドロップアイテムの割合が肉と野菜で半々となっているため、お互い税収を増やすために所有権の争奪戦が繰り広げられた。
シクロとヘテロの間に生まれたためか、出現するモンスターに一貫性が無く、動物系、植物系、虫系、ゴーレム系など階層ごとに様々な種類のモンスターが登場する。ドロップアイテムは奇数階が野菜、偶数階が肉と二種類に分かれている。
他のダンジョンにはない特徴として、モンスターには個体ごとに違う弱点があり、弱点への攻撃でトドメをさせばドロップが倍になるというものがあげられる。ただし弱点の判別は目視では不可能で、亮太の追尾弾のみ弱点を的確に狙う事ができる。
ダンジョンマスターは二本の角を持つ馬である「バイコーン」。攻撃を防ぐ不可視のバリアや相手のステータスを低下させる魔法を扱うが、魔法による攻撃は無く、攻撃方法は物理攻撃のみ。
アニメではダンジョンの構造が駅の立体図のように描かれている。
マンガン
原子番号25番、元素記号はMn。
地下二階ではビッグフロッグから卵が、地下十九階ではデスバッファローからニンジンがそれぞれドロップされる。

## 用語
冒険者
ダンジョン内のモンスターを倒し、ドロップアイテムを回収して買取屋に売却する職業。
ドロップアイテムの仕様上、現実世界における第一次産業に当たるため、亮太は時折「生産者」と呼ぶことがある。またその性質の為、冒険者と銘打ってはいるが安定志向が強く、危険を冒して何かを成そうと考える者は少ない。
中には現実世界のブラック企業さながらに、言葉巧みに洗脳まがいの事を行い部下から搾取を行ったり、借金で自分の元から逃げられないようにする悪質な冒険者も存在する。
ステータス
冒険者の能力を表したもの。レベルの上限は人ごとに異なり、亮太の1の様に全く上がらないものから、マーガレットの99のように上限が途方もない場合もある。
生命力が関係する『HP』、魔法を撃てる回数が関係する『MP』、腕力などが関係する『力』、物理攻撃に対する防御力が関係する『体力』、魔法の性能に関係する『知性』、魔法に対する防御力が関係する『精神』、素早さが関係する『速さ』、手先の器用さに関係する『器用』、運の良さが関係する『運』の9つにカテゴリ分けされ、F～A（とS）のランクで表示される。
ドロップステータス
冒険者がモンスターを倒した際に、どの種類のドロップアイテムがどのぐらいの質や量で出てくるかを表したもの。もやしなどの『植物』・肉などの『動物』・鉄などの『鉱物』・魔法関係の『魔法』・いわゆるその他である『特質』の5つにカテゴリ分けされ、F～A（とS）のランクで表示される。中でもFは表示ではEのすぐ下でも実際の能力は大きくかけ離れており、E以上はドロップの可能性があるのに対し、Fは何体倒しても何もドロップすることが無い。
Fファイナル
ドロップステータスが全てのカテゴリでFという最低の状態を指す言葉。どのモンスターを倒しても何もドロップしないため冒険者としては活躍できず、Fファイナルに対してはダンジョンに入ることが制限される等冷遇されている。
魔法
この世界の魔法は他のファンタジー作品の様に杖を必要とせず、素手で発動できる。使用すると目の前の空中に魔法陣が形成され、魔法の効果が表れる。
魔法にはステータスのものとは別にレベルが存在し、レベルが高い程高威力の魔法となる。
魔法が何度使用できるかは『MP』、魔法の威力は『知性』、魔法を喰らった際どの程度ダメージを軽減できるかは『精神』のランクが影響する。またステータスや使用する魔法のレベルだけでなく、使用者の健康状態も魔法の威力に影響する。
ダンジョン
自然によって地下に作られる迷宮。基本的に階層構造になっており、階層ごとに出てくるモンスター、ドロップアイテムが異なる。逆に一つの階層ではレアモンスターを除き、通常一種類のモンスターとドロップアイテムしか登場しない。
時間経過によって消滅し、別の場所に作られる、といったサイクルを繰り返している。ダンジョンごとに消滅するまでの時間は様々で、街が併設されるほど長期間存在し続けている物もあれば、短期間に消滅と出現を繰り返し神出鬼没の状態となっているダンジョンも存在する。
どの町の所有なのかは基本的にダンジョンが生まれた位置とドロップアイテムの種類によって決められる。
ドロップアイテムを買い取る際は一定の税金が差し引かれる。そのためダンジョンの存在は町の財政に直結しており、時折二つの街でダンジョンの所有権を争う場合がある。
モンスター
ダンジョン内で自然発生し、人を襲う生物。倒すとその場にドロップアイテムを残し、死体は消滅する。
通常のモンスターは出現した階層から移動することは出来ず、ダンジョンから出るか階層を跨ぐと消滅する。
一つの階層に一種類しか出現しないため、階層ごとに効率の良い倒し方や周回の方法が確立されている場合が多い。
レアモンスター
名前通り極稀に出現する珍しいモンスター。通常のモンスターとは別に、一つの階層に一種類出現する。
倒すと通常のアイテムではなく、能力を持つアクセサリーなど特殊なアイテムをドロップする。
タカラバコ
「希少中の希少」とされる最上級のレアモンスター。本来モンスターが出現しないダンジョンの外にも自然発生することがある。
ドロップステータスに関係なく、誰でも倒せば必ず何かをドロップするが、何がドロップするのかは倒した者次第でその都度変わる。
基本的に倒した者の「想い出の品」がドロップされるらしく、亮太の場合は会社員時代のパワハラメールが記録されたスマホや学生時代の卒業アルバムなどがドロップされた。
ハグレモノ
ドロップアイテムを人気の無い場所に長時間放置すると生まれるモンスター。原則としてモンスターはダンジョン内でしか自然発生しないため、タカラバコを除いてダンジョンの外に登場するモンスターは基本的にハグレモノである。
ちなみに使用済みのゴミであっても人気が無い場所でハグレモノと化するため、捨てる際は火炎魔法などで灰になるまで徹底的に処分する必要がある。また、この世界は住居や食べ物など殆どの物がドロップアイテムで構成されているため、街以外の場所は基本的に地面以外何も無い荒野である。
モンスターと同様人を襲う危険な存在だが、ドロップアイテムを落とすことが無いため冒険者たちからは利益が無いとして放置されやすい厄介な存在。
ただし亮太にとっては銃弾など貴重なアイテムを落とす存在であるため積極的に討伐する他、わざと生み出して倒すという手段を取っている。
ダンジョンマスター
ダンジョン内に登場するボス的な存在。最深部で待ち構えているわけではなく、ダンジョン内を自由に行動している。モンスターと異なり階層を跨いで自由に行き来する事が出来るが、ダンジョンから外に出ることは出来ない。
ダンジョンマスターが出現している間はダンジョン内のモンスターが全て消滅しダンジョンマスター一体しかいないという状態となり、ダンジョン内の空気がよどんだものになる。
更にダンジョンマスターはダンジョン内の生態を書き換える力があり、長時間存在しているとダンジョンで出現するモンスターやドロップアイテムが全くの別物となる。
ピロ
異世界の通貨単位。価値は現代の日本円とほぼ同じ。
デザインも現代の日本円と酷似していて、紙幣と硬貨が存在する。これらもダンジョンドロップで産出されるため、価値の維持の為ピロをドロップするダンジョンは権力者によって厳重に管理されている。
ダンジョンドロップである以上これらもハグレモノになり、鳥の姿となって猛スピードで逃げ回る。亮太が倒した場合、一定時間ドロップステータスを強化するポーションがドロップした。ハグレモノにするピロの価値が高いほど、ドロップステータスの強化が大きいポーションとなる。
魔力嵐
魔法が使えなくなる自然現象。規模によって街内でだけ使えなくなる、ダンジョンでも使えなくなるなど被害の程度に差がある。知性のステータスが高い場合は強い頭痛に襲われる。
街の店では魔力嵐が来た際、儲けるために魔法使いを優遇する措置が取られる場合がある。
魔法カート
蓋の付いた大きなショッピングカートといった形状の手押し車。ドロップアイテムの輸送に使われる。「魔法」と名前にあるように中は見た目の倍以上の広さがあり、かなりの量を収納できる。さらに所有者以外中身を取り出せない盗難防止、中に入っているドロップアイテムの重量を無視できるといった便利機能が搭載されている。
非常に頑丈にできておりモンスターの攻撃では壊れない。亮太は冒険者に襲われた際これを利用し、魔法カートをぶつけて攻撃したことがあった。
追加料金を出すことで更に特殊能力をオプションとして装備する事ができ、特殊能力には所有者のMPが徐々に回復する効果などがある。
通常のオプションが無いものでも購入に100万～200万ピロかかる高額な代物。最新のものにオプションをつけると値段は1000万ピロまで跳ね上がる。

## 既刊一覧

### 小説
- 三木なずな（著）・すばち（イラスト）『レベル1だけどユニークスキルで最強です』講談社〈Kラノベブックス〉、既刊9巻（2023年9月1日現在）
  1. 2017年9月1日第1刷発行（8月31日発売[4]）、ISBN 978-4-06-365039-6
  2. 2017年12月27日発売[17]、ISBN 978-4-06-365047-1
  3. 2018年3月28日第1刷発行（3月30日発売[18]）、ISBN 978-4-06-511506-0
  4. 2018年8月29日第1刷発行（8月31日発売[19]）、ISBN 978-4-06-512964-7
  5. 2019年1月7日第1刷発行（1月9日発売[20]）、ISBN 978-4-06-514551-7
  6. 2019年4月25日第1刷発行（5月2日発売[21]）、ISBN 978-4-06-515660-5
  7. 2019年11月28日第1刷発行（12月2日発売[22]）、ISBN 978-4-06-518288-8
  8. 2023年8月2日発売[23]、ISBN 978-4-06-532785-2
  9. 2023年9月1日発売[24]、ISBN 978-4-06-533306-8

### 漫画
- 三木なずな（原作）・真綿（漫画）・すばち（キャラクター原案）『レベル1だけどユニークスキルで最強です』講談社〈シリウスKC〉、既刊16巻（2025年5月9日現在）
  1. 2019年1月9日第1刷発行（同日発売[1][25]）、ISBN 978-4-06-514229-5
  2. 2019年5月9日第1刷発行（同日発売[26]）、ISBN 978-4-06-515416-8
  3. 2019年12月4日第1刷発行（同日発売[27]）、ISBN 978-4-06-517842-3
  4. 2020年5月8日第1刷発行（同日発売[28]）、ISBN 978-4-06-519336-5
  5. 2020年10月9日第1刷発行（同日発売[29]）、ISBN 978-4-06-520819-9
  6. 2021年2月9日第1刷発行（同日発売[30]）、ISBN 978-4-06-522129-7
  7. 2021年7月8日第1刷発行（同日発売[31]）、ISBN 978-4-06-523687-1
  8. 2021年12月9日第1刷発行（同日発売[32]）、ISBN 978-4-06-526018-0
  9. 2022年5月9日第1刷発行（同日発売[33]）、ISBN 978-4-06-527629-7
  10. 2022年10月7日第1刷発行（同日発売[34]）、ISBN 978-4-06-529281-5
  11. 2023年3月9日第1刷発行（同日発売[35]）、ISBN 978-4-06-530837-0
  12. 2023年7月7日第1刷発行（同日発売[36]）、ISBN 978-4-06-532074-7
  13. 2024年1月9日第1刷発行（同日発売[37]）、ISBN 978-4-06-534153-7
  14. 2024年6月7日第1刷発行（同日発売[38]）、ISBN 978-4-06-535684-5
  15. 2024年12月9日第1刷発行（同日発売[39]）、ISBN 978-4-06-537699-7
  16. 2025年5月9日第1刷発行（同日発売[40]）、ISBN 978-4-06-539071-9

## テレビアニメ
2022年5月にテレビアニメ化が発表され、2023年7月から9月までTOKYO MXほかにて放送された。

### スタッフ
- 原作 - 三木なずな（講談社 Kラノベブックス 刊）[10]
- 監督 - 柳瀬雄之[10]
- シリーズ構成 - 山田由香[10]
- メインキャラクターデザイン - 西田美弥子、小島えり、出口花穂、大場優子[11]
- プロップデザイン - 広瀬良雄、栗原詩織、猪瀬愛美
- 色彩設計 - 渡辺亜紀[11]
- 美術監督 - 深谷知穂[11]
- 撮影監督 - 野村雪菜[11]
- 編集 - 小峰博美
- 3DCGディレクター - ディック小鹿原
- 音響監督 - 土屋雅紀[11]
- 音楽 - エンドウ.[11]
- 音楽制作 - 株式会社カッパエンターテインメント
- プロデューサー - 林信仁、黒須信彦、佐藤晴美、塩谷佳之、山縣和将、久保田暁、松﨑みどり、永吉萌々子、村上壮
- アニメーションプロデューサー - 川角真優香
- アニメーション制作 - MAHO FILM[10]
- 製作 - 「レベル1」製作委員会[10]

### 主題歌
「Chase Me」
ノラ from 今夜、あの街からによるオープニングテーマ。作詞・作曲・編曲はノラ。
「タンバリンの鳴る丘」
宮川愛李によるエンディングテーマ。作詞はaireen、作曲・編曲はサカイダユーキ。

### 各話リスト
| 話数   | サブタイトル                                  | 脚本     | 絵コンテ       | 演出                       | 作画監督                                                                        | 総作画監督                            | 初放送日      |
| ------ | --------------------------------------------- | -------- | -------------- | -------------------------- | ------------------------------------------------------------------------------- | ------------------------------------- | ------------- |
| 第1話  | スライムからドロップされた人間なのです        | 山田由香 | 柳瀬雄之       | 柳瀬雄之                   | 柳瀬雄之 出口花穂 大場優子 猪瀬愛美 関口雅浩                                    | 西田美弥子 出口花穂 大場優子          | 2023年 7月8日 |
| 第2話  | でっどおあにんじんなのです                    | 山田由香 | もりたけし     | 日下直義 大薮恭平 中澤勇一 | 西田美弥子 大場優子 青木真理子 市ノ川聡 木下由美子 桜井木ノ実 関口雅浩 檜垣彰子 | 西田美弥子 出口花穂 大場優子 舛舘俊秀 | 7月15日       |
| 第3話  | 黒くて小さいアレは皆殺しなのです              | 岡田邦彦 | 柳瀬雄之       | 粟井重紀                   | 出口花穂 猪瀬愛美 青木真理子 飯飼一幸 関口雅浩 舛舘俊秀 南伸一郎                | 西田美弥子 出口花穂 舛舘俊秀          | 7月22日       |
| 第4話  | 新居へお引越し！ おうちでまったり時間なのです | 羽良俊馬 | 江島泰男       | 江島泰男                   | 岡野幸男 小倉恭平 柳瀬譲二                                                      | 西田美弥子 大場優子                   | 7月29日       |
| 第5話  | やった！ 私のお当番回なのです                 | 萬代耕士 | 柳瀬雄之       | 大薮恭平                   | 出口花穂 猪瀬愛美 青木真理子 関口雅浩 服部一郎 南伸一郎                         | 出口花穂                              | 8月5日        |
| 第6話  | 美人さん登場なのです                          | 福緒唯   | 大久保富彦     | 大久保富彦                 | 大久保富彦 大場優子 猪瀬愛美 桜井木ノ実 舛舘俊秀                                | 大久保富彦 出口花穂 大場優子 舛舘俊秀 | 8月12日       |
| 第7話  | 謀略渦巻くダンジョン争奪戦なのです            | 岡田邦彦 | いわもとやすお | 日下直義                   | 出口花穂 猪瀬愛美 粟井重紀 飯飼一幸 桜井木ノ実 南伸一郎                         | 西田美弥子 出口花穂                   | 8月19日       |
| 第8話  | がんばれ！ やっちゃえ！ セレストさんなのです  | 萬代耕士 | 羽原久美子     | 柳瀬雄之                   | 猪瀬愛美 青木真理子 飯飼一幸 桜井木ノ実 関口雅浩 服部一郎                       | 西田美弥子 出口花穂                   | 8月26日       |
| 第9話  | 待ってました！ イヴちゃんのお当番回なのです   | 萬代耕士 | 柳瀬雄之       | 日下直義                   | 青木真理子 関口雅浩 服部一郎 南伸一郎                                           | 西田美弥子 出口花穂                   | 9月2日        |
| 第10話 | アリスちゃん登場なのです                      | 福緒唯   | 大薮恭平       | 大薮恭平                   | 大久保富彦 大場優子 猪瀬愛美 飯飼一幸 桜井木ノ実 関口雅浩 服部一郎              | 大場優子 舛舘俊秀                     | 9月9日        |
| 第11話 | いざ収穫祭なのです                            | 羽良俊馬 | 杉島邦久       | 神原敏昭                   | 岡野幸男 小倉恭平 清水明日香                                                    | 西田美弥子 出口花穂                   | 9月16日       |
| 第12話 | みんなでパーティなのです                      | 岡田邦彦 | 柳瀬雄之       | 柳瀬雄之                   | 柳瀬雄之                                                                        | 西田美弥子 大場優子                   | 9月23日       |

### 放送局
| 放送期間               | 放送時間           | 放送局   | 対象地域 | 備考                                            |
| ---------------------- | ------------------ | -------- | -------- | ----------------------------------------------- |
| 2023年7月8日 - 9月23日 | 土曜 22:00 - 22:30 | TOKYO MX | 東京都   | 製作参加                                        |
|                        | 土曜 23:00 - 23:30 | BS日テレ | 日本全域 | 製作参加 / BS/BS4K放送 / 『アニメにむちゅ〜』枠 |
| 2023年7月9日 - 9月24日 | 日曜 21:30 - 22:00 | AT-X     | 日本全域 | CS放送 / 字幕放送 / リピート放送あり            |

| 配信開始日    | 配信時間        | 配信サイト |
| ------------- | --------------- | --- |
| 2023年7月8日  | 土曜 22:30 更新 | dアニメストア |
| 2023年7月11日 | 火曜 22:30 更新 | U-NEXT アニメ放題 |
| 2023年7月14日 | 金曜 22:30 更新 | Amazonプライム・ビデオ ABEMA DMM TV バンダイチャンネル Hulu J:COMオンデマンド TELASA milplus auスマートパスプレミアム Lemino FOD AnimeFesta クランクイン!ビデオ ビデオマーケット music.jp カンテレドーガ |

### BD
| 巻 | 発売日        | 収録話         | 規格品番  |
| -- | ------------- | -------------- | --------- |
| 上 | 2023年10月4日 | 第1話 - 第6話  | BDX-1017S |
| 下 | 2023年11月3日 | 第7話 - 第12話 | BDX-1018S |